# 索哈傑省
索哈傑省（阿拉伯语：محافظة سوهاج），是埃及二十九省之一，位于上埃及，尼羅河在中間流過。首府索哈傑。面积1,547平方公里，人口3,746,378人（2006年统计）。

## 著名地點
- 阿拜多斯

## 外部連結
- 官方網頁 （页面存档备份，存于） （阿拉伯文）